# Крис Хъси
Кристофър „Крис“ Иън Хъси (на английски: Christopher „Chris“ Ian Hussey) е английскиски футболист, състезаващ се за Ковънтри Сити под наем от Уимбълдън. Играе вляво, предимно като ляв бек, но може да играе и като ляво крило.